# 斉魯工業大学
斉魯工業大学（Qilu University of Technology）は、中華人民共和国山東省済南市にある公立大学である。

## 概要
前身は、1948年に人民解放軍の膠東軍区にて設立された膠東工業学校まで遡る。現在は、山東省の重点工業大学の１つで、山東省科学院と合併されている。済南市長清区長清大学科技園に本拠点を置く大学として、長青連盟の加盟校である。

## 沿革
- 1948年 前身の膠東工業学校が創立。
- 1978年 山東軽工業学院に改組。
- 2013年 斉魯工業大学に改称。
- 2017年 山東省科学院を吸収し、斉魯工業大学（山東省科学院）に改称。

## 学部
- コンピューター科学・技術学部、山東保密学院
  - コンピューター科学・技術学院
  - 山東省計算センター
  - サイバースペース安全学院
  - 新一代技術標準化研究院
  - コンピューターネットワーク情報センター
- 軽工学部、生物基材料・緑色製紙国家重点実験室
  - 機械工程学部
  - 機械程学院
  - 山東省機械設計研究院
- 電子電機・制御学部
  - 情報・自動化学院
  - 自動化研究所
- 生物工程学部
  - 生物工程学院
  - 生物研究所
- 食品科学・工程学部
  - 食品科学・工程学院
  - 山東省食品発酵工業研究設計院
- 環境科学・工程学部
  - 環境科学・工程学院
  - 生态研究所
- 化学・製薬学部
  - 化学・化工学院
  - 山東省分析試験センター
  - 薬学院
- 材料科学与工程学部
  - 材料科学・工程学院
  - 新材料研究所
- 数学与人工智能学部
  - 数学・統計学院
  - 山東省人工智能研究院
  - ビッグデータ研究院
- 光電科学・技術学部
  - 光電工程国際化学院
  - 激光研究所
- エネルギー・動力工程学部
  - エネルギー・動力工程学院
  - エネルギー研究所
- 海洋技術科学学部
  - 海洋技術科学学院
  - 海洋計測計器研究所
- 経済・管理学部
  - 管理学院
  - 金融学院
  - 山東省科技发展战略研究所
- 芸術設計学院
- マルクス主義学院
- 政法学院
- 外国語学院（国際教育学院）
  - 英語専攻
  - 日本語専攻
  - 翻訳専攻
  - 中国語国際教育専攻
  - 翻訳専攻（AI）
- 体育・音楽学院
- キエフ学院
- 継続教育学院

菏沢校区（分院）
- 情報研究所
- 高新技術産業（中試）基地
- 前線交差学科研究院
- 文化産業研究院

## 対外関係

### 日本における協定校
- 青森大学